# Derde klasse 2005-06 (voetbal België)
Het seizoen 2005/06 van de Belgische Derde Klasse ging van start op 3 september 2005 en de normale competitie eindigde op 7 mei 2006. Daarna werd nog de eindronde voor promotie gespeeld. FCV Dender EH behaalde de titel in Derde Klasse A, KVK Tienen met ruime voorsprong in Derde Klasse B.

## Naamswijzigingen
- FC Denderleeuw EH fuseerde met Verbroedering Denderhoutem en werd FCV Dender EH.
- White Star Woluwe FC kreeg de koninklijke titel en werd R. White Star Woluwe FC.

## Gedegradeerde teams
Deze teams waren gedegradeerd uit de Tweede Klasse voor de start van het seizoen:
- VC Eendracht Aalst 2002 (rechtstreeks)
- RCS Visétois (verlies in eindronde)

Patro Eisden Maasmechelen dat ook op een rechtstreekse degradatieplaats was geëindigd, zakte omwille van financiële redenen naar Vierde Klasse en speelde dus niet in Derde Klasse dit seizoen.

## Gepromoveerde teams
Deze teams waren gepromoveerd uit de Vierde Klasse voor de start van het seizoen:
- RFC Tournai (kampioen 4A)
- KVC Willebroek-Meerhof (kampioen 4B)
- KESK Leopoldsburg (kampioen 4C)
- RCS Verviétois (kampioen 4D)
- K. Rupel Boom FC (finalist eindronde)
- RRFC Montegnée (finalist eindronde)
- RACS Couillet (derde in eindronde)

Doordat Patro Eisden Maasmechelen rechtstreeks van Tweede naar Vierde was gezakt, was met Couillet een extra vierdeklasser gepromoveerd.

## Promoverende teams
Deze teams promoveerden naar Tweede Klasse op het eind van het seizoen:
- FCV Dender EH (kampioen 3A)
- KVK Tienen (kampioen 3B)
- KRC Waregem (winst eindronde)

## Degraderende teams
Deze teams degradeerden naar Vierde Klasse op het eind van het seizoen:
- KSV Bornem (rechtstreeks uit 3A)
- K. Rupel Boom FC (rechtstreeks uit 3A)
- KESK Leopoldsburg (rechtstreeks uit 3B)
- RRFC Montegnée (rechtstreeks uit 3B)
- VC Eendracht Aalst 2002 (verlies eindronde)

## Kampioen
In Derde Klasse A stond FCV Dender EH lange tijd aan de leiding en had een comfortabele voorsprong uitgebouwd. De ploeg verzekerde zich van de titel op de 28ste speeldag. Zowel FCV Dender EH als eerste achtervolger R. Cappellen FC wonnen hun wedstrijd, maar de voorsprong van 7 punten die FCV Dender behield was met twee speeldagen te gaan onoverbrugbaar geworden.
In Derde Klasse B won KVK Tienen de titel met een ruime voorsprong van 12 punten. Reeds vroeg in de competitie stond Tienen bovenaan en pakte al de eerste periodetitel. Lange tijd bleef ook R. Francs Borains bovenaan staan, maar haalde in de laatste periode slechts 9 punten in 10 wedstrijden. KVK Tienen nam zo ruim afstand en verzekerde zich op de 28ste speeldag van de titel door zelf gelijk te spelen, terwijl Francs Borains verloor.

## Eindstand
| Legende                                |
| -------------------------------------- |
| Kampioen + promotie naar Tweede Klasse |
| Kwalificatie voor promotie-eindronde   |
| Kwalificatie voor degradatie-eindronde |
| Degradatie naar Vierde Klasse          |

### Derde Klasse A
|   |    |                                      | P  | W  | G  | V  | +  | -  | DS  | Ptn |
| - | -- | ------------------------------------ | -- | -- | -- | -- | -- | -- | --- | --- |
| K | 1  | FCV Dender EH                        | 30 | 20 | 5  | 5  | 66 | 36 | 30  | 65  |
| E | 2  | R. Cappellen FC                      | 30 | 16 | 11 | 3  | 67 | 33 | 34  | 59  |
| E | 3  | K. Standaard Wetteren                | 30 | 14 | 10 | 6  | 54 | 41 | 13  | 52  |
| E | 4  | KRC Waregem                          | 30 | 15 | 3  | 12 | 44 | 37 | 7   | 48  |
|   | 5  | Sporting West Ingelmunster-Harelbeke | 30 | 15 | 3  | 12 | 48 | 39 | 9   | 48  |
|   | 6  | FC Nieuwkerken Sint-Niklaas          | 30 | 13 | 9  | 8  | 51 | 30 | 21  | 48  |
|   | 7  | KV Turnhout                          | 30 | 12 | 8  | 10 | 52 | 40 | 12  | 44  |
|   | 8  | K. Diegem Sport                      | 30 | 13 | 5  | 12 | 36 | 44 | -8  | 44  |
|   | 9  | R. White Star Woluwe FC              | 30 | 11 | 9  | 10 | 44 | 46 | -2  | 42  |
|   | 10 | Torhout 1992 KM                      | 30 | 9  | 14 | 7  | 51 | 47 | 4   | 41  |
|   | 11 | KVC Willebroek-Meerhof               | 30 | 8  | 13 | 9  | 42 | 48 | -6  | 37  |
|   | 12 | KRC Mechelen                         | 30 | 8  | 11 | 11 | 37 | 44 | -7  | 35  |
|   | 13 | KSK Maldegem                         | 30 | 6  | 10 | 14 | 40 | 59 | -19 | 28  |
| E | 14 | VC Eendracht Aalst 2002              | 30 | 7  | 4  | 19 | 31 | 63 | -32 | 25  |
| D | 15 | K. Rupel Boom FC                     | 30 | 3  | 10 | 17 | 31 | 61 | -30 | 19  |
| D | 16 | KSV Bornem                           | 30 | 3  | 9  | 18 | 24 | 50 | -26 | 18  |

### Derde Klasse B
|   |    |                                         | P  | W  | G  | V  | +  | -  | DS  | Ptn |
| - | -- | --------------------------------------- | -- | -- | -- | -- | -- | -- | --- | --- |
| K | 1  | KVK Tienen                              | 30 | 18 | 8  | 4  | 56 | 24 | 32  | 62  |
| E | 2  | R. Francs Borains                       | 30 | 15 | 5  | 10 | 45 | 32 | 13  | 50  |
|   | 3  | RFC Union La Calamine                   | 30 | 14 | 5  | 11 | 41 | 48 | -7  | 47  |
| E | 4  | R. Olympic Club de Charleroi-Marchienne | 30 | 12 | 11 | 7  | 51 | 32 | 19  | 47  |
| E | 5  | RCS Visétois                            | 30 | 13 | 7  | 10 | 40 | 39 | 1   | 46  |
|   | 6  | UR Namur                                | 30 | 10 | 15 | 5  | 45 | 32 | 13  | 45  |
|   | 7  | K. Sporting Kermt-Hasselt               | 30 | 12 | 8  | 10 | 43 | 38 | 5   | 44  |
|   | 8  | R. Sprimont Comblain Sport              | 30 | 10 | 10 | 10 | 35 | 38 | -3  | 40  |
|   | 9  | KSK Tongeren                            | 30 | 10 | 9  | 11 | 37 | 42 | -5  | 39  |
|   | 10 | RFC Tournai                             | 30 | 9  | 11 | 10 | 38 | 35 | 3   | 38  |
|   | 11 | RCS Verviétois                          | 30 | 10 | 7  | 13 | 33 | 43 | -10 | 37  |
|   | 12 | RACS Couillet                           | 30 | 9  | 8  | 13 | 37 | 52 | -15 | 35  |
|   | 13 | R. Wallonia Walhain Chaumont-Gistoux    | 30 | 8  | 8  | 14 | 27 | 39 | -12 | 32  |
| E | 14 | K. Bocholter VV                         | 30 | 8  | 8  | 14 | 34 | 43 | -9  | 32  |
| D | 15 | KESK Leopoldsburg                       | 30 | 7  | 8  | 15 | 32 | 47 | -15 | 29  |
| D | 16 | RRFC Montegnée                          | 30 | 6  | 10 | 14 | 42 | 52 | -10 | 28  |

## Periodekampioenen

### Derde Klasse A
- Eerste periode: KRC Waregem, 22 punten.
- Tweede periode: FCV Dender EH, 25 punten.
- Derde periode: K. Standaard Wetteren, 24 punten.

### Derde Klasse B
- Eerste periode: KVK Tienen, 24 punten.
- Tweede periode: R. Francs Borains, 19 punten.
- Derde periode: KVK Tienen, 23 punten.

## Eindronde
Uit Derde Klasse A plaatsten periodekampioenen KRC Waregem en K. Standaard Wetteren zich voor de eindronde. Omdat de tweede periode door kampioen FCV Dender EH was gewonnen, mocht ook R. Cappellen FC als tweede in de eindstand naar de eindronde.
Uit Derde Klasse B plaatste R. Francs Borains zich als tweede periodekampioen. De andere periodetitels waren naar kampioen KVK Tienen gegaan, zodat nog twee clubs volgens hun positie in de eindrangschikking naar de eindronde konden. De derde, RFC Union La Calamine had recht op eindronde, maar had geen licentie voor Tweede Klasse aangevraagd, waardoor de plaats door schoof. R. Olympic Club de Charleroi-Marchienne plaatste zich eveneens en door het vrijgekomen plaatsje van RFC La Calamine mocht ook de vijfde, RCS Visétois naar de eindronde.

### Promotie-eindronde

#### Ronde 1
In de eerste ronde van de eindronde traden zes derdeklassers aan, die aan elkaar gepaard werden. De drie winnaars van elk heen- en terugduel gaan door naar de volgende ronde.
| Datum      | Uur   | Wedstrijd                                              | Uitslag |
| ---------- | ----- | ------------------------------------------------------ | ------- |
| 11/05/2006 | 19:00 | RCS Visétois - R. Olympic Club de Charleroi-Marchienne | 0-2     |
| 11/05/2006 | 19:00 | K. Standaard Wetteren - KRC Waregem                    | 0-0     |
| 11/05/2006 | 20:00 | R. Cappellen FC - R. Francs Borains                    | 0-1     |
| 14/05/2006 | 16:00 | KRC Waregem - K. Standaard Wetteren                    | 2-1     |
| 14/05/2006 | 16:00 | R. Francs Borains - R. Cappellen FC                    | 1-3     |
| 14/05/2006 | 16:00 | R. Olympic Club de Charleroi-Marchienne - RCS Visétois | 2-0     |

#### Ronde 2
In de tweede ronde wordt bij de drie winnaars van de eerste ronde KFC Dessel Sport, de op twee na laatste uit Tweede Klasse gevoegd. Normaal speelt de op twee na laatste tweedeklasser een degradatie-eindronde met derdeklassers, maar omwille van de extra-sportieve degradatie van Verbroedering Geel uit Tweede Klasse leek het enige tijd dat KMSK Deinze als voorlaatste uit Tweede Klasse naar de eindronde kon en Dessel Sport zonder eindronde gered was. Nadat Verbroedering Geel in kort geding tot de eindronde voor promotie uit Tweede Klasse werd toegelaten, degradeerde Deinze echter rechtstreeks, en werd Dessel in extremis nog verplicht in de eindronde voor behoud te spelen tegen de derdeklassers. De teams worden aan elkaar gepaard, de winnaars spelen een finale.
| Datum      | Uur   | Wedstrijd                                                 | Uitslag       |
| ---------- | ----- | --------------------------------------------------------- | ------------- |
| 20/05/2006 | 20:00 | R. Olympic Club de Charleroi-Marchienne - R. Cappellen FC | 0-0           |
| 21/05/2006 | 16:00 | KRC Waregem - KFC Dessel Sport                            | 1-1           |
| 25/05/2006 | 16:00 | KFC Dessel Sport - KRC Waregem                            | 1-1 (pen 2-3) |
| 25/05/2006 | 16:00 | R. Cappellen FC - R. Olympic Club de Charleroi-Marchienne | 1-4           |

#### Finales
De finale wordt gespeeld op neutraal veld, namelijk het terrein van FC Nieuwkerken Sint-Niklaas. De winnaar promoveert naar Tweede Klasse.
| Datum      | Uur   | Wedstrijd                                             | Uitslag |
| ---------- | ----- | ----------------------------------------------------- | ------- |
| 28/05/2006 | 16:00 | R. Olympic Club de Charleroi-Marchienne - KRC Waregem | 0-1     |

Voor de plaatsen 3 en 4 werd nog een wedstrijd gespeeld:
| Datum      | Uur   | Wedstrijd                          | Uitslag |
| ---------- | ----- | ---------------------------------- | ------- |
| 28/05/2006 | 16:00 | R. Cappellen FC - KFC Dessel Sport | 1-3     |

### Degradatie-eindronde
De twee teams die 14de eindigden, VC Eendracht Aalst 2002 en K. Bocholter VV, speelden een eindronde met een aantal vierdeklassers en gingen daar van start in de tweede ronde.